# Dolbina tancrei
Dolbina tancrei là một loài bướm đêm thuộc họ Sphingidae. Loài này có ở Viễn Đông Nga, đông bắc Trung Quốc, bs đảo Triều Tiên và Nhật Bản.
Sải cánh khoảng 50–82 mm. Cá thể trưởng thành mọc cánh từ tháng 5 đến tháng 9 làm hai đợt phía bắc Trung Quốc và chia làm hai đợt. Cá thể trưởng thành mọc cánh từ tháng 5 tới tháng 6 và vào tháng 8 ở Nga. Ở Triều Tiên, cá thể trưởng thành được ghi nhận từ cuối tháng 5 tới cuối tháng 8.
Ấu trùng được ghi nhận ăn các loài Fraxinus và Syringa ở Primorskiy, Ligustrum japonicum, Ligustrum obtusifolium và Fraxinus rhynchophylla ở Triều Tiên và Ligustrum japonicum, Ligustrum obtusifolium, Olea europaea và Osmanthus fragrans ở Nhật Bản.